# 2015 w Wojsku Polskim
Kalendarium Wojska Polskiego 2015 – wydarzenia w Wojsku Polskim w roku 2015.
W nowy rok Siły Zbrojne RP weszły bez nazywanych potocznie „przepisów ubiorczych”. 6 grudnia 2014 roku zostało uchylone rozporządzenie Ministra Obrony Narodowej z dnia 2 grudnia 2004 roku w sprawie wzorów oraz noszenia umundurowania i oznak wojskowych przez żołnierzy zawodowych i kandydatów na żołnierzy zawodowych. Nowe rozporządzenie weszło w życie dopiero 10 lutego 2015 roku (→ Polski mundur wojskowy). Chociaż nie zostały określone wzory umundurowania 27 stycznia 2015 roku weszło w życie rozporządzenie Ministra Obrony Narodowej z dnia 15 stycznia 2015 roku w sprawie przypadków, w których żołnierze zawodowi i żołnierze pełniący służbę kandydacką są zwolnieni od obowiązku noszenia umundurowania i oznak wojskowych

## Styczeń
1 stycznia
- Na podstawie decyzji Nr 426/MON Ministra Obrony Narodowej z 29 października 2014 roku w sprawie zmiany bezpośredniego podporządkowania wojewódzkich sztabów wojskowych wspomniane terenowe organy wykonawcze Ministra Obrony Narodowej w sprawach operacyjno-obronnych i rządowej administracji niezespolonej wraz z podległymi im wojskowymi komendami uzupełnień zostały podporządkowane szefowi Sztabu Generalnego Wojska Polskiego[3].
- Na podstawie Postanowienia Prezydenta RP z 23 grudnia 2014 roku w okresie od dnia 1 stycznia 2015 roku do dnia 30 czerwca 2015 roku został przedłużony okres użycia Polskiego Kontyngentu Wojskowego w Siłach Międzynarodowych w Republice Kosowa i Byłej Jugosłowiańskiej Republice Macedonii oraz w Bośni i Hercegowinie o liczebności do 300 żołnierzy i pracowników wojska[4].
- dotychczasowy dowódca 23 Śląskiego Pułku Artylerii w Bolesławcu, pułkownik dyplomowany Andrzej Lorenc został szefem Wojsk Rakietowych i Artylerii 12 Dywizji Zmechanizowanej w Szczecinie.

22 stycznia
- Dotychczasowy dziekan Wydziału Dowodzenia i Operacji Morskich Akademii Marynarki Wojennej komandor prof. dr hab. Tomasz Szubrycht przyjął obowiązki komendanta-rektora Akademii Marynarki Wojennej od kontradmirała dr. inż. Czesława Dyrcza, który po ukończeniu sześćdziesięciu lat został przeniesiony w stan spoczynku.

24 stycznia
- Weszło w życie rozporządzenie Ministra Obrony Narodowej z dnia 12 grudnia 2014 roku w sprawie pełnienia okresowej służby wojskowej[5].

28 stycznia
- Podsekretarz stanu Maciej Jankowski, działając z upoważnienia Ministra Obrony Narodowej ustalił, że Skład Osowiec 2 Regionalnej Bazy Logistycznej w Rembertowie przejmuje i z honorem kultywuje dziedzictwo tradycji:

Batalionu Szkolnego Korpusu Ochrony Pogranicza w Osowcu (1928–1930),
Centralnej Szkoły Podoficerów Korpusu Ochrony Pogranicza (1930–1939)
oraz nadał Składowi imię pułkownika dyplomowanego Mariana Porwita.
29 stycznia
- Weszło w życie rozporządzenie Ministra Obrony Narodowej z dnia 17 grudnia 2014 roku zmieniające rozporządzenie w sprawie organów przedstawicielskich żołnierzy zawodowych[7].

## Luty
10 lutego
- Weszło w życie rozporządzenie Ministra Obrony Narodowej z dnia 31 grudnia 2014 roku w sprawie rodzajów, zestawów i wzorów oraz noszenia umundurowania i oznak wojskowych przez żołnierzy zawodowych i żołnierzy pełniących służbę kandydacką[8]

26 lutego
- Minister Obrony Narodowej wydał decyzje nr 55/MON w sprawie nadania 21 Centralnemu Poligonowi Lotniczemu w Nadarzycach imienia „majora nawigatora Edwarda Kaczorowskiego”[9]

## Marzec
18 marca
- Weszła w życie decyzja Nr 56/MON Ministra Obrony Narodowej z dnia 26 lutego 2015 roku w sprawie przejęcia przez Oddział Żandarmerii Wojskowej w Krakowie dziedzictwa tradycji 5 Dywizjonu Żandarmerii (1920–1939)[10].

20 marca
- Weszła w życie decyzja Nr 65/MON Ministra Obrony Narodowej z dnia 5 marca 2015 roku w sprawie nadania Oddziałowi Specjalnemu Żandarmerii Wojskowej w Mińsku Mazowieckim imienia gen. bryg. Jana Tomasza Gorzechowskiego – „Jura”[11].

31 marca
- Zlikwidowane zostały Placówki Żandarmerii Wojskowej w Sieradzu i Tomaszowie Mazowieckim – zamiejscowe komórki wewnętrzne Mazowieckiego Oddziału Żandarmerii Wojskowej.

## Kwiecień
1 kwietnia
- Wydział Żandarmerii Wojskowej w Łasku rozpoczął działalność na terenie województwa łódzkiego. Wydział ŻW w Łasku wchodzi w skład Mazowieckiego Oddziału Żandarmerii Wojskowej.

## Maj
11 maja
- Minister Obrony Narodowej Tomasz Siemoniak podpisał decyzję Nr 157/MON w sprawie limitu awansowego w 2015 roku. Na podstawie wspomnianej decyzji z dniem 15 sierpnia 2015 roku (w uzasadnionych przypadkach z dniem 11 listopada 2015 roku) będzie awansowanych 3683 żołnierzy[12].

25 maja
- Podsekretarz stanu Maciej Jankowski, działając z upoważnienia Ministra Obrony Narodowej nadał Wojskowemu Centrum Edukacji Obywatelskiej w Warszawie imię pułkownika dyplomowanego Mariana Porwita oraz ustanowił Święto Wojskowego Centrum Edukacji Obywatelskiej w dniu 21 listopada[13].

27 maja
- Weszła w życie ustawa z dnia 20 marca 2015 roku o ratyfikacji Traktatu między Królestwem Hiszpanii, Republiką Francuską, Republiką Włoską, Królestwem Niderlandów oraz Republiką Portugalską, ustanawiającego Europejskie Siły Żandarmerii EUROGENDFOR, sporządzonego w Velsen dnia 18 października 2007 roku[14] → Europejskie Siły Żandarmerii.

## Czerwiec
3 czerwca
- Centrum Szkolenia Żandarmerii Wojskowej w Mińsku Mazowieckim otrzymało imię pułkownika Stanisława Sitka oraz przejęło dziedzictwo tradycji:

Szkoły Żandarmerii (1918-1922)
Centralnej Szkoły Żandarmerii (1922-1927)
Dywizjonu Szkolnego Żandarmerii w Grudziądzu (1927-1930)
Centrum Wyszkolenia Żandarmerii w Grudziądzu (1930-1939).
11 czerwca
- W Warszawie, w obecności wicepremiera i Ministra Obrony Narodowej Tomasza Siemoniaka, generał dywizji doktor Mirosław Rozmus przekazał obowiązki komendanta głównego Żandarmerii Wojskowej generałowi brygady Piotrowi Nideckiemu, dotychczasowemu szefowi Centrum Operacyjnego Ministra Obrony Narodowej.
- Wydział Żandarmerii Wojskowej w Gdyni otrzymał imię majora Bolesława Żarczyńskiego oraz przejął dziedzidztwo tradycji:

Morskiego Dywizjonu Żandarmerii w Gdyni (1937-1939),
Wydziału Żandarmerii Wojskowej w Gdańsku (1990-2001),
Wydziału Żandarmerii Wojskowej w Gdyni (1990-1993),
Oddziału Żandarmerii Wojskowej w Gdyni (1993-2011).
16 czerwca
- Wprowadzono flagę Dowódcy Generalnego Rodzajów Sił Zbrojnych[17].

23 czerwca
- Wprowadzono oznakę rozpoznawczą Dowództwa Brygady Lotnictwa Marynarki Wojennej[18].

30 czerwca
- W Słupsku zakończono formowanie Batalionu Ochrony Bazy w Redzikowie[19].

## Sierpień
5 sierpnia
- Na dziedzińcu Pałacu Prezydenckiego w Warszawie Prezydent RP Bronisław Komorowski pożegnał się z Siłami Zbrojnymi RP.

6 sierpnia
- Na placu Józefa Piłsudskiego w Warszawie Prezydent RP Andrzej Duda przyjął zwierzchnictwo nad Siłami Zbrojnymi RP.

## Listopad
2 listopada
- Podsekretarz stanu Maciej Jankowski, działając z upoważnienia Ministra Obrony Narodowej nadał 22 Bazie Lotnictwa Taktycznego w Malborku imię generała brygady pilota Stanisława Skalskiego[20].

16 listopada
- Prezydent RP Andrzej Duda powołał Antoniego Macierewicza w skład Rady Ministrów na urząd ministra obrony narodowej → Rząd Beaty Szydło.
- Minister obrony narodowej Antoni Macierewicz odwołał generała dywizji w stanie spoczynku Bogusława Packa ze stanowiska komendanta rektora Akademii Obrony Narodowej.

## Grudzień
24 grudnia
- Minister obrony narodowej Antoni Macierewicz przeniósł generała brygady Piotra Nideckiego do rezerwy kadrowej, a pełnienie obowiązków komendanta głównego Żandarmerii Wojskowej powierzył czasowo pułkownikowi Tomaszowi Połuchowi, dotychczasowemu komendantowi Oddziału Specjalnego ŻW w Warszawie.